# Acherontia soyejimae
Acherontia soyejimae är en fjärilsart som beskrevs av Matsumura 1908. Acherontia soyejimae ingår i släktet Acherontia och familjen svärmare. Inga underarter finns listade i Catalogue of Life.